# Ashlyn Krueger
Ashlyn Krueger (Springfield, 7 mei 2004) is een tennisspeelster uit de Verenigde Staten van Amerika. Zij begon op zesjarige leeftijd met het spelen van tennis. Haar favoriete ondergrond is hardcourt. Zij speelt rechtshandig en heeft een tweehandige backhand. Zij is actief in het internationale tennis sinds 2019.

## Loopbaan

### Junioren
In 2019 won zij de Orange Bowl in de categorie voor meisjes t/m 16 jaar; in 2020 won zij nogmaals dit prestigieuze internationale juniorkampioenschap, nu in de categorie t/m 18 jaar. Dit was voor het laatst gepresteerd in 2014/2015 door de Canadese Bianca Andreescu.
Op het US Open 2021 won zij de juniorentitel in het meisjesdubbelspel, samen met landgenote Robin Montgomery.

### Volwassenen
In 2021 won Krueger de USTA Girls'18s National Championships, waarmee zij een wildcard verdiende voor het US Open 2021 enkelspel en dubbelspel. Hiermee speelde Krueger haar eerste grandslamtoernooi.
In maart 2022 won Krueger haar eerste ITF-titel, op het dubbelspeltoernooi van Arcadia (VS) samen met landgenote Robin Montgomery. In juli volgde haar eerste ITF-titel in het enkelspel, op het $60k-toernooi van Evansville (VS) waar zij in de finale landgenote Sachia Vickery versloeg. Zij stond in oktober van dat jaar voor het eerst in een WTA-finale, op het toernooi van Tampico, samen met landgenote Elizabeth Mandlik – zij verloren van het koppel Tereza Mihalíková en Aldila Sutjiadi.
In februari 2023 kwam Krueger binnen op de mondiale top 150 van het dubbelspel; drie maanden later ook in het enkelspel. In juni veroverde Krueger haar eerste WTA-titel, op het toernooi van Gaiba, door de als eerste geplaatste Duitse Tatjana Maria te verslaan. In september volgde de tweede, op het WTA-toernooi van Japan – in de finale klopte zij de Chinese Zhu Lin. Daarmee maakte zij haar entrée tot de top 100 van de wereldranglijst.
In april 2024 won Krueger de dubbelspeltitel op het WTA-toernooi van Charleston, samen met landgenote Sloane Stephens – daarmee kwam zij ook in het dubbelspel de mondiale top 100 binnen. Op het US Open bereikte zij de derde ronde.
In januari 2025 haakte zij nipt aan bij de mondiale top 50 van het enkelspel.

### Tennis in teamverband
In 2024 maakte Krueger deel uit van het Amerikaanse Fed Cup-team – zij vergaarde daar een winst/verlies-balans van 0–1.

## Posities op deWTA-ranglijst
Positie per einde seizoen:
| jaar | rang enkelspel | rang dubbelspel |
| ---- | -------------- | --------------- |
| 2019 | –              | 891             |
| 2020 | –              | 924             |
| 2021 | 536            | 281             |
| 2022 | 178            | 163             |
| 2023 | 81             | 176             |
| 2024 | 65             | 71              |

## Palmares
| Legenda                 |
| ----------------------- |
| Grandslamtoernooi       |
| Olympische Spelen       |
| Year-End Championships  |
| Premier Mandatory       |
| Premier Five / WTA 1000 |
| Premier / WTA 500       |
| International / WTA 250 |
| Challenger / WTA 125    |

### WTA-finaleplaatsen enkelspel
| nr.              | finale     | toernooi          | ondergrond | tegenstandster | score         |         |
| ---------------- | ---------- | ----------------- | ---------- | -------------- | ------------- | ------- |
| gewonnen finales |            |                   |            |                |               |         |
| 1.               | 2023-06-25 | WTA Gaiba         | gras       | Tatjana Maria  | 3-6, 6-4, 7-5 | details |
| 2.               | 2023-09-17 | WTA Japan (Osaka) | hardcourt  | Zhu Lin        | 6-3, 7-6      | details |
| verloren finales |            |                   |            |                |               |         |
| 1.               | 2025-02-08 | WTA Abu Dhabi     | hardcourt  | Belinda Bencic | 6-4, 1-6, 1-6 | details |

### WTA-finaleplaatsen vrouwendubbelspel
| nr.              | finale     | toernooi       | ondergrond | partner           | tegenstandsters                      | score            |         |
| ---------------- | ---------- | -------------- | ---------- | ----------------- | ------------------------------------ | ---------------- | ------- |
| gewonnen finales |            |                |            |                   |                                      |                  |         |
| 1.               | 2024-04-07 | WTA Charleston | gravel     | Sloane Stephens   | Ljoedmyla Kitsjenok Nadija Kitsjenok | 1-6, 6-3, [10-7] | details |
| verloren finales |            |                |            |                   |                                      |                  |         |
| 1.               | 2022-10-29 | WTA Tampico    | hardcourt  | Elizabeth Mandlik | Tereza Mihalíková Aldila Sutjiadi    | 5-7, 2-6         | details |

## Resultaten grandslamtoernooien
| Legenda | Legenda                          |
| ------- | -------------------------------- |
| g.t.    | geen toernooi gehouden           |
| l.c.    | lagere categorie                 |
| –       | niet deelgenomen                 |
| G       | uitgeschakeld in de groepsfase   |
| 1R      | uitgeschakeld in de eerste ronde |
| 2R      | uitgeschakeld in de tweede ronde |
| 3R      | uitgeschakeld in de derde ronde  |
| 4R      | uitgeschakeld in de vierde ronde |
| KF      | uitgeschakeld in de kwartfinale  |
| HF      | uitgeschakeld in de halve finale |
| F       | de finale verloren               |
| W       | het toernooi gewonnen            |
| w-v     | winst/verlies-balans             |

### Enkelspel
| toernooi        | 2021 | 2022 | 2023 | 2024 | 2025 |
| --------------- | ---- | ---- | ---- | ---- | ---- |
| Australian Open | –    | –    | –    | 1R   | 1R   |
| Roland Garros   | –    | –    | –    | 1R   | 2R   |
| Wimbledon       | –    | –    | –    | 1R   | 2R   |
| US Open         | 1R   | 1R   | 1R   | 3R   |      |

### Vrouwendubbelspel
| toernooi        | 2021 | 2022 | 2023 | 2024 | 2025 |
| --------------- | ---- | ---- | ---- | ---- | ---- |
| Australian Open | –    | –    | –    | 1R   | 1R   |
| Roland Garros   | –    | –    | –    | 1R   | –    |
| Wimbledon       | –    | –    | 1R   | 1R   | –    |
| US Open         | 2R   | 1R   | 1R   | 1R   |      |

### Gemengd dubbelspel
| toernooi        | 2023 | 2024 |
| --------------- | ---- | ---- |
| Australian Open | –    | –    |
| Roland Garros   | –    | –    |
| Wimbledon       | –    | –    |
| US Open         | 2R   | 2R   |